# Nepret Corona
Nepret Corona est une corona, formation géologique en forme de couronne, située sur la planète Vénus par 52,7° N et 6,8° E. Elle est localisée dans le quadrangle de Fortuna Tessera. Elle a été nommée en référence à Nepret, déesse du grain en Égypte. 

## Géographie et géologie
Nepret Corona couvre une surface circulaire d'environ 303 km de diamètre. 